# Едвард ван де Вендел
Едвард ван де Вендел - нідерландський письменник дитячої та підліткової літератури. 
Написав понад 50 книг, які перекладено на більш ніж 25 мов світу. 

## Життя і творчість
Едвард Ван де Вендел народився у 1964 році в голландському місті Лердам. Зараз живе у Роттердамі.Здобувши педагогічну освіту, працював вчителем і директором у початковій школі доки у 2001 повністю не перейшов на заняття письменництвом. 

Як професійний письменник Едвард дебютував п’ятьма роками раніше, коли видав поетичну збірку для дітей «Злови мене» (1996). Написавши понад 50 книг, серед яких ілюстровані книги для дітей, збірки поезій, романи, наукові розвідки. Він належить до числа не лише найбільш плідних, а й найбільш універсальних дитячих та юнацьких авторів Нідерландів. 
"Для мене головна мета у літературі - це не просто задовольнити дитину своїми творами, а зробити так, щоб дитина вважала мою книгу своєю найулюбленішою".
У своїх творах Ван де Вендел напрочуд колоритно й дуже глибоко змальовує внутрішні переживання дітей, а також процес їхнього дорослішання. У його юнацькому романі «Весна, в яку ти собі довіряєш» (1999; виходив під такою самою назвою німецькою мовою у 2001-му й під назвою «Дні блюграс-любові» у 2008-му) змальовано зустріч двох вісімнадцятирічних молодих людей в американському літньому таборі. Любовна історія між Олівером і Тіхо розгортається тут під кантрі-музику на футбольному полі. Цей сюжет автор чудово продовжує в книзі «Довгі ночі тиші» (2006) та в поетичній збірці «Чатбокс – поезії Тіхо Зелінг». Елмер і Соша є юними героями книги «Те, що я забув» (2001), в якій ідеться про історію любові двох дітей. Цю книгу було відзначено багатьма нагородами. 
Дуже чуттєво та з яскравим гумором письменник змальовує світ емоційних потрясінь пубертатного періоду. У поетичних книжках «Супергупі» (2003), «Добре поводься, Супергупі!» (2005), «Вітання від Супергупі» (2005) та «Супергупі, ура!» (2010) завдяки старанням автора й ілюстраторки Фльор ван де Веел перед маленькими читачами постає спритний песик, що філософствує про мистецтво керування візками в супермаркеті, про поїдання пудингу-желе й про бабусині зморшки. У високо поцінованій критиками книзі «Шукач щастя» (2008) Ван де Вендел розповідає історію Гамаюна, який разом зі своєю сім’єю тікає з Афганістану й після одіссеї, що триває місяці, врешті-решт опиняється в Нідерландах, де бореться проти бюрократичної машини в статусі прохача притулку. У 2015 році світ побачила книга німецькою мовою «Собака, якого не мав Ніно», що над нею автор працював разом з ілюстратором Антоном Ван Гертбруггеном. Це дуже зворушлива історія про хлопчика, який вигадав собі друга-собаку. У 2015-му Ван де Вендел опублікував голландською мовою книгу «Строкатий птах», співпрацюючи з відомими ілюстраторами Інгрід та Дітером Шубертами.

## Переклади українською
У 2017 році арт-видавництво Nebo BookLab Publishig презентувало книгу Вендела "Один мільйон метеликів"  двома мовами: українською та російською . Переклала книгу Н. Карпенко, а ілюстрації до книги зробив відомий бельгійський ілюстратор Карл Кньот (Carll Cneut).
Оригінальна назва - "Eén miljoen vlinders", книга вийшла у 2007 році у видавництві De Eenhoorn. Книга розрахована на дітей віком 5+. "Один мільйон метеликів" перекладена на 17 мов: англійську, французьку, німецьку, іспанську, італійську, норвезьку, датську, китайську складну і спрощену, словенську, португальську, африканські мови, хінді, грузинську, бенгальську, українську та російську. 
Отримані нагороди за цю книгу: Zilveren Griffel та Plantin-Moretus Prize. 
Анотація до книги: 
Вночі Стах побачив їх уперше — метеликів. Вони літали над його головою, і їх був один мільйон. Стах не знав звідки вони взялися, але його тато і мама все зрозуміли. "Вже час!" — сказали вони, і дали йому все необхідне в дорогу. Один мільйон метеликів — історія про дорослішання та перше кохання, про той момент, коли приходить час побачити метеликів.